# Oldřich Zlámal
Oldřich Zlámal, křtěný Oldřich (4. dubna 1879 Kokory – 24. března 1955 Cleveland) byl český katolický kněz a významná osobnost mezi krajany v USA. Zasazoval se o vznik samostatného Československa a měl značný podíl na sjednocení různých hledisek amerických katolických Čechů a Slováků.

## Životopis

### 1879–1919
Oldřich Zlámal se narodil v Kokorách nedaleko Přerova v rodině krejčího Antonína Zlámala a jeho ženy Atonie rodem Řoutilové z Penčic.. Po gymnáziu v Olomouci a v Přerově studoval v Olomouci na teologické fakultě. Tu však musel opustit bez vysvěcení. Podle dobového tisku kvůli konfliktu s představenými semináře proto, že četl katolický měsíčník Nový život a byl v očích superiora a generálního vikáře „panslávem“, podle jeho vlastních vzpomínek bylo hlavním důvodem, že si objednal knihy z Florianova vydavatelství ve Staré Říši bez povolení superiora Aloise Demla a s tím související falešné obvinění z autorství potupného článku na A. Demla v časopise katolické moderny Bílý prapor. Zlámal udržoval s Josefem Floriánem po určitou dobu korespondenční kontakt a podpořil finančně vydávání edice „Dobré dílo.“ Ještě v padesátých letech Zlámal uchovával Florianovy dopisy.
Zlámal odešel do Spojených států ve skupině kněží a bohoslovců, které vyhledal vikář, pozdější světící biskup, Josef Koudelka pro české a slovenské katolíky v Clevelandu (Ohio), kde byl 3.11.1904 krátce po příjezdu vysvěcen na kněze. Jeho kněžské působení začalo ve slovenských osadách, na farnosti sv. Vendelín (St Wendelin) v Clevelandu a Lakewood (misie sv. Cyrila a Metoděje/Ss Cyril and Methodius parish, od r. 2010 Transfiguration parish) a od roku 1908 byl farářem na farnosti sv. Cyrila a Metoděje (v roce 2020 byla součástí Our Lady of Sorrows Parish) v Youngstownu (Ohio). Založil tam mimo jiné aktivity Youngstownské slovenské noviny, které vycházely do roku 1940. V roce 1915 se po smrti Štefana Furdeka stal správcem největší české farnosti v Clevelandu – Panny Marie Lurdské (Our Lady of Lourdes), kde zůstal do konce svého života. Pod Zlámalovým vedením byla rozšířena farní škola o devátou třídu, vybudována tělocvična, konvent, dům pro ředitele školy, založen dramatický spolek, zrušeny platby za školu atp. Vycházel tam čtrnáctideník Farník.
Před první světovou válkou cestoval dvakrát do Evropy: v roce 1909, kdy se účastnil i sjezdu katolických žurnalistů v Uherském Hradišti, a 1913, kdy navštívil Lurdy a byl také na polosoukromé audienci u papeže Pia X. v jeho letním sídle.
Po rakousko-uherské mobilizaci k válce proti Srbsku veřejně odmítl žádost rakouského konzula, aby uveřejnil ve svém listě výzvu k návratu do Evropy kvůli narukování do armády. V září 1914 se podílel na založení Cyrilometodějského pomocného fondu, jenž podporoval válkou postižené obyvatele staré vlasti. 15. listopadu 1916 se jako první katolický hodnostář vyslovil pro podporu odboje proti Rakousku-Uhersku. Patřil k nejaktivnějším členům Národního svazu českých katolíků, který byl založen 6. února 1917 v Chicagu. Svaz podpořil československou zahraniční osvobozovací akci a Masarykovu činnost v zahraničí. Svaz finančně přispěl Čs. národní radě v Paříži a podporoval Slav Press Bureau v New Yorku celkovou částkou asi 600 000 dolarů a po převratu věnoval milion franků a materiální pomoc.
10. března 1918 se podpisuje Zlámal vedle např. Dr. Ludvíka Fishera, Alberta Mamateye, Zdeňka Fierlingera, Karla Perglera pod prohlášení právě založené Odbočky Československé národní rady v Americe, která sdružila Čechy a Slováky do společného boje za utvoření Československa a byla zástupcem pařížské Československé národní rady ve Spojených státech a Kanadě. Stal se členem jejího dvacetihlavého výboru. (Tato Odobočka se v říjnu 1918 přejmenovala na Československý národní výbor a v září 1919 se vrátila ke jménu Československá národní rada americká (Czechoslovak National Council of America, ČNRA). ČNRA organizovala sbírky a zásilky materiálu a peněz do Československa. 30. května 1918 pronesl Zlámal na masovém setkání Čechů, Slováků a Rusínů s Masarykem v Pittsburghu závěrečnou řeč, ve které zdůraznil důležitost spolupráce všech ideologických a náboženských proudů. Po konferenci konané následujícího dne se podepsal jako zástupce svazu katolíků pod tzv. Pittsburskou dohodu.
Oldřich Zlámal byl spolu s Emanuelem A. Bouškou Národním svazem českých katolíků vyslán na první ze tří misí amerických katolíků do Československa, kde měli povzbudit místní obyvatelstvo ve víře a informovat je o podobě odluky církve od státu. Z USA vycestovali spolu s ředitelem Lawdale State Bank v Chicagu F.G. Hájíčkem, rovněž katolíkem, 26. února 1919. Cestovní pasy jim zajistila katolická organizace Kolumbovi rytíři, jíž byl Zlámal členem. Zastavili se v Paříži na mírové konferenci, kde jednali s Edvardem Benešem a Karlem Kramářem. V Paříži se Zlámalovi podařilo u Kolumbových rytířů zajistit dva vagony cigaret pro vojáky a legionáře ve Francii a v Československu. Ty byly i přes neochotu nekuřáka Fierlingera, který zajišťoval dopravu čs. armády zpět do vlasti, je přepravit do Prahy, nakonec odevzdány ve dvoraně Smíchovského pivovaru americkým dobrovolníkům-legionářům z 21. pluku. Jen z Clevelandu bylo v legiích 350 z celkového počtu 2500 amerických legionářů, v Praze jich byla v té době polovina.
Součástí mise byla také návštěva Vatikánu, který se připravoval na rozhovory s československými představiteli a chtěl být dobře informován o situaci. Poté, co odevzdali kardinálu Gasparrimu vyplněný dotazník s mnoha otázkami o situaci v Československu (Vatikán tížily nejvíce odluka církve od státu, abdikace pražského a olomouckého arcibiskupa, otázka reformních kněží, obsazení biskupských stolců), byli dne 19. března 1919 v 11 hodin přijati na sedmnáctiminutovou audienci u papeže Benedikta XV. Papež se zajímal o to, jak Masaryk a Beneš smýšleli o církevní otázce. Bouška a Zlámal předali papeži memorandum a požádali o potvrzení mise včetně požehnání, čehož se jim dostalo. Již z Říma poslali referát Národnímu svazu českých katolíků. Vrátili se zpět do Paříže, aby informovali Beneše o svých římských jednáních, a vydali se na cestu do Prahy, kam dorazili 31. března 1919. Na nádraží je očekával Jan Masaryk a o několik dní později je pozval na Hrad prezident na slavnostní oběd, kterého se také účastnili Jan Masaryk, Alice Masaryková a Štefan Osuský. Dostali průvodní list k městským a státním úřadům s žádostí, aby jim vycházely vstříc. Poté vyrazili na svou misi, která trvala půl roku a spočívala hlavně v přednáškách. Předávali informace o náboženské situaci v USA, o oddělení státu od církve, o účasti amerických Čechů v boji za svobodu Čechů a Slováků, o útlaku Slováků v Uhrách atd. Bouška a Zlámal si rozdělili pole působnosti: Bouška se orientoval na Čechy, Zlámal na Moravu a Slovensko, ale každý týden jezdil do Prahy, kde se seznamoval s vývojem poměrů. Vystupovali v amerických uniformách vojenského kaplana se znakem NCWC (National Catholic War Council). Zlámal zahájil své turné v Olomouci v Národním domě za přítomnosti kanovníka Františka Světlíka a vládního komisaře (starosty) Richarda Fischera na velikonoční pondělí v dubnu 1919. Přednášel čtyřikrát až pětkrát týdně, většinou venku. Velký úspěch měla jeho přednáška v pražském Obecním domě, kdy se věnoval tematice českých a slovenských žen v Americe aktivně zapojených do pomoci čs. revoluci a vybízel české ženy k většímu zapojení do veřejného života. „Český národ se neobrodí, neobrodí-li se česká žena.“ 
Cestou zpět do Spojených států se zastavil Zlámal zase v Římě a byl přijat k hodinové audienci u papeže, aby podal zprávu o svých zkušenostech. Po návratu do USA uspořádal řadu přednášek o poměrech v Československé republice. Na cestě ho doprovázel jako osobní tajemník americký legionář Lada Krizek (Křížek), pozdější předseda Československé obce legionářské v Americe. Vybírali také peníze a výsledný obnos 78.200 korun byl zaslán Čs. červenému kříži.

### 1920–1930
Na plenárním zasedání Československé národní rady v Americe v dubnu 1920 se stal Zlámal spolu s Karlem Bernreiterem a J. Pankuchem, kteří se s ním účastnili (prvního) sjezdu legionářů v Clevelandu, finančním správcem fondu, jenž ČNRA přislíbila vytvořit pro legionáře a všechny Čechy a Slováky, kteří vstoupili do americké nebo kanadské armády ještě před založením legií. Po léta stál v čele tohoto fondu, jezdil na sjezdy, na schůze, organizoval sbírky pro legionáře trpící hmotnou nouzí. Už v květnu 1921 vystoupil na II. sjezdu legionářů v Chicagu s proslovem, v němž nespokojeným legionářům přiznal "morální závazek čsl. Ameriky vůči legionářům i právo priority ve sbírkách“. Kvůli stížnostem legionářů, kteří se necítili novou republikou dostatečně oceněni, navštívil v roce 1925 v Praze E. Beneše. Při této návštěvě se snažil urovnat vztahy mezi Benešem a Karlem Perglerem, což mělo jen dočasný úspěch.
V roce 1923 zprostředkoval Zlámal přes arcibiskupa Stojana pozvání pátera Františka Jemelky k apoštolární misi do USA. Koncem roku 1925 byl za zásluhy o revoluční hnutí prezidentem ČSR vyznamenán jako první občan USA řádem, který mu byl předán v USA velvyslancem Fierlingrem. Dobové noviny mluvily o řádu revolučního kříže, jinde je uvedeno, že Zlámal byl vyznamenán Československou revoluční medailí. V polovině dvacátých let, kdy se jednota legionářů v ČSR začala štěpit na různé navzájem se napadající skupiny podle původu nebo politické orientace, sloužil Zlámal společně s ředitelem chicagské banky Hájíčkem Rudolfu Medkovi za příklad katolíků, kteří „bojovali poctivě za naši věc a mají pro náš boj za svobodu větší cenu, než lecjaký nesnášenlivý a „levičácký“ nevzdělanec, který nic […] pro naši věc neučinil a který je dnes chce snad i vylučovat z legionářského bratrstva.“
Od roku 1929 byl Zlámal v pětičlenném výboru, který se v Clevelandu se angažoval v budování české části Clevelandských kulturních zahrad (Cleveland Cultural Gardens, Rockefeller Park), která byla dokončena v roce 1935. Byly tam umístěny busty nebo sochy významných českých osobností.

### 1930–1939
Koncem roku 1934 byl Oldřich Zlámal jmenován papežským domácím prelátem. V dubnu 1935 cestoval přes Československo do Svaté země. Jeruzalémem ho provázel františkán Josef Koutný, který mu ukázal právě dokončovanou Cyrilometodějskou smírnou kapli na svahu Olivové hory. Ta tam byla postavena iniciativou brněnského Palestinského spolku. Po cestě zpět navštívil v Olomouci arcibiskupa Prečana a tajemníka Palestinského spolku Msgr. Bartoše, kterým předal zprávy o pokračující výstavbě kaple. Po návratu do USA uspořádal sbírku na finanční podporu českým aktivitám v Palestině. Podle zpráv v dobovém tisku mu byl v Praze v dubnu 1935 „v uznání za životní práci pro čs. věc udělen Muchův diplom čestného uznání/členství Národní rady československé“. 6.4.1935 mu byl udělen Československý řád Bílého lva V. třídy.
Začátkem roku 1937 se podílel na založení Krajanského výboru – Czech American Committee of Greater Cleveland se zaměřením na občanskou, charitativní, kulturní, vzdělávací a informační činnost, který zastřešoval několik clevelandských organizací. Krajanský výbor se po květnové mobilizaci v ČSR rozhodl finančně pomáhat ozbrojování Československa a k tomuto účelu se vytvořil Společný výbor pro obranný fond Československa, jehož předsedou se stal Zlámal. Tento výbor pořádal přednášky a s nimi spojené sbírky. Po Mnichovu předali výnosy sbírek americkému Červenému kříži. Prostřednictvím tohoto výboru vrátili 7. října 1938 jako protest někteří američtí legionáři svá vyznamenání získaná ve Francii. Výbor se zasloužil o vznik organizace American Friends of Czechoslovakia, jejímž prvním předsedou se stal Nicolas M. Butler. Zlámalova farnost byla 3. října 1938 dějištěm rozsáhlých oslav sv. Václava: průvod českou čtvrtí, mše sloužená opatem benediktinského kláštera v Lisle (Illinois) P. Neužilem, přítomnost všech českých duchovních z Clevelandu, přítomnost biskupa Schrembse, večerní shromáždění, které zahájil a ukončil proslovy Zlámal a kde vystoupili konzul Dr. Jaroslav Gardavský, Prokop Neužil a Antonín Jandáček. Vše se neslo plně v duchu protestů proti německému ohrožování ČSR. 9. října zahájil Zlámal protestní shromáždění tisíců krajanů v clevelandském Public Auditoriu. Vystoupil tam jako hlavní host Vojta Beneš, jinými mluvčími byli starosta Clevelandu Harold H. Burton, biskup James J. McFadden, rabín Abba H. Silver a bojovnice za ženská práva paní McBridová. Dne 8. února 1939 byl Zlámal jedním ze čtyř mužů vítajících v Clevelandu Jana Masaryka, který přijel přednášet o Mnichovu. 22. října se Zlámal účastnil konference škole Vojty Náprstka v Chicagu, která měla za cíl sjednocení organizací zabývajících se obrannými fondy pro Československo. Mluvčími byli mj. Vojta Beneš, generální konzul v Chicagu Antonín Holý a Vladimír Hurban. V lednu 1939 zaslal Výpomocný výbor československý v Clevelandu, jehož byl Zlámal předsedou, Československému červenému kříži 10.000 dolarů a 25 beden šatstva. Poslední akcí Krajanského výboru byla přednáška Edvarda Beneše pro 12 000 lidí 2. dubna 1939 v Public Auditoriu, kde také vystoupil starosta New Yorku LaGuardia místo Jana Masaryka odvolaného do Londýna. Jako zastřešující organizace pro celé USA se koncem dubna ustanovilo České národní sdružení. Zlámal byl jedním z dvaceti delegátů Českého národního sdružení, Národního svazu českých katolíků a několika slovenských organizací, které v hotelu Windermere v Chicagu přijal 18. dubna Edvard Beneš s tím, že přijal jejich výzvu, aby se ujal vedení zahraniční odbojové akce.

### 1940–1955
V druhé polovině roku 1940 vykonal Zlámal v USA turné přednášek po krajanských organizacích, ve kterých poukazoval na účast českých pilotů v boji o Británii a nabádal k finanční podpoře exilové vlády v Londýně, protože její snahou bylo obnovení Československa.  
Během 2. světové války se Zlámal pravidelně účastnil v Chicagu schůzí Čs. národní rady nebo Národního svazu katolíků a jezdil do New Yorku za osobním zástupcem Edvarda Beneše Dr. Papánkem. Seznámil se tam také s F. W. Foesterem, kterému po válce přes Jana Masaryka zajistil finanční podporu. Byl v kontaktu s Msgr. Janem Šrámkem.
Zlámal byl jedním ze signatářů dopisu amerických Slovanů americkému kongresu z podzimu 1945, ve kterém vyzývali k urychlenému schválení slíbené peněžité pomoci organizaci UNRRA, aby mohla zajistit potravu a šatstvo strádajícím v poválečné Evropě.
Zlámal byl předsedou clevelandské odbočky a místopředsedou celostátní Americké pomoci Československu (American Relief for Czechoslovakia), která byla jednou z agentur organizace National War Fund. Zlámal přijel na vlastní náklady v lednu 1946 jménem katolické pomocné akce v USA do Československa, přivezl s sebou 40 beden s materiálem, který pak předal Charitě v Olomouci. Po příjezdu do Prahy položil věnec k hrobu Neznámého vojína na Staroměstském náměstí a navštívil primátora Zenkla, poté byl přijat prezidentem Benešem. Na setkání s pražským tiskem mluvil o americké pomocné akci, která se snažila dostat do ČSR léčiva, vitamíny a šatstvo. Američtí Češi pořádali nepřetržitě sbírky mléka, kakaa, tuků a peněz. Tlumočil oddanost amerických Čechů prezidentu Benešovi. Při cestě na Moravu byl uvítán v Olomouci a v Kroměříži, kde promluvil o poměru amerických Čechů k českému boji za svobodu. Přednášel také v Brně, v Hradci Králové, v Plzni, v Domažlicích, v Náchodě a několika jiných městech. Měl také několik přednášek na východním Slovensku, kde navštívil biskupa Čárského. Zlámal se stal čestným kanovníkem kroměřížským. Před cestou zpět do USA navštívil v Praze ministra Mgra Šrámka, účastnil se matiné v divadle D46, které na jeho počest zorganizoval Zahraniční ústav, promluvil na schůzi ve Smetanově síni, navštívil Alici Masarykovou a byl znovu na slyšení u prezidenta Beneše. Předložil mu memorandum, ve kterém upozornil na některé zásadní otázky z katolického hlediska a které obsahovalo analýzu aktuálních problémů a odhad dalšího vývoje v Československu. Beneš dal Zlámalovi prohlášení, v němž se říkalo, že Čs. republika bude vždy respektovat především svobodu náboženství, církví a náboženského kultu. "Je to stát neodvislý a neodvislým zůstane" a bude zachovávat plnou toleranci k přesvědčení a náboženské víře všech svých občanů. Stát uplatňuje čtyři svobody prezidenta F. D. Roosevelta a bude je uplatňovat i v budoucnosti.
Po návratu do USA se Zlámal snažil získat pomoc pro boj proti tuberkulóze u dětí a proti nedostatku mléka. Zlámal také informoval své posluchače o vzniku Charity, která zastřešovala federaci katolických charitativních organizací v ČSR.
V roce 1947 napsal Zlámal cincinnatskému arcibiskupovi J. McNicholasovi dopis, jehož plné znění v češtině bylo zveřejněno v 2. dubna v českých novinách, ve kterém vyvrací nepravdivé informace o okolnostech odsunu Němců podané americkým církevním kruhům E. Cummingsem.
V roce 1953 psal Zlámal ve svém letním sídle v Mentor on the Lake své paměti. Byly vydány v Chicagu v roce 1954 u příležitosti padesátého výročí jeho působení v USA.
Oldřich Zlámal zemřel v roce 1955 a je pohřben na Calvary Cemetery v Clevelandu.
Dne 27. listopadu 2018 v předvečer oslav stého výročí založení Československé republiky mu byla v Kokorách odhalena pamětní deska.